# Distrikt Pacucha

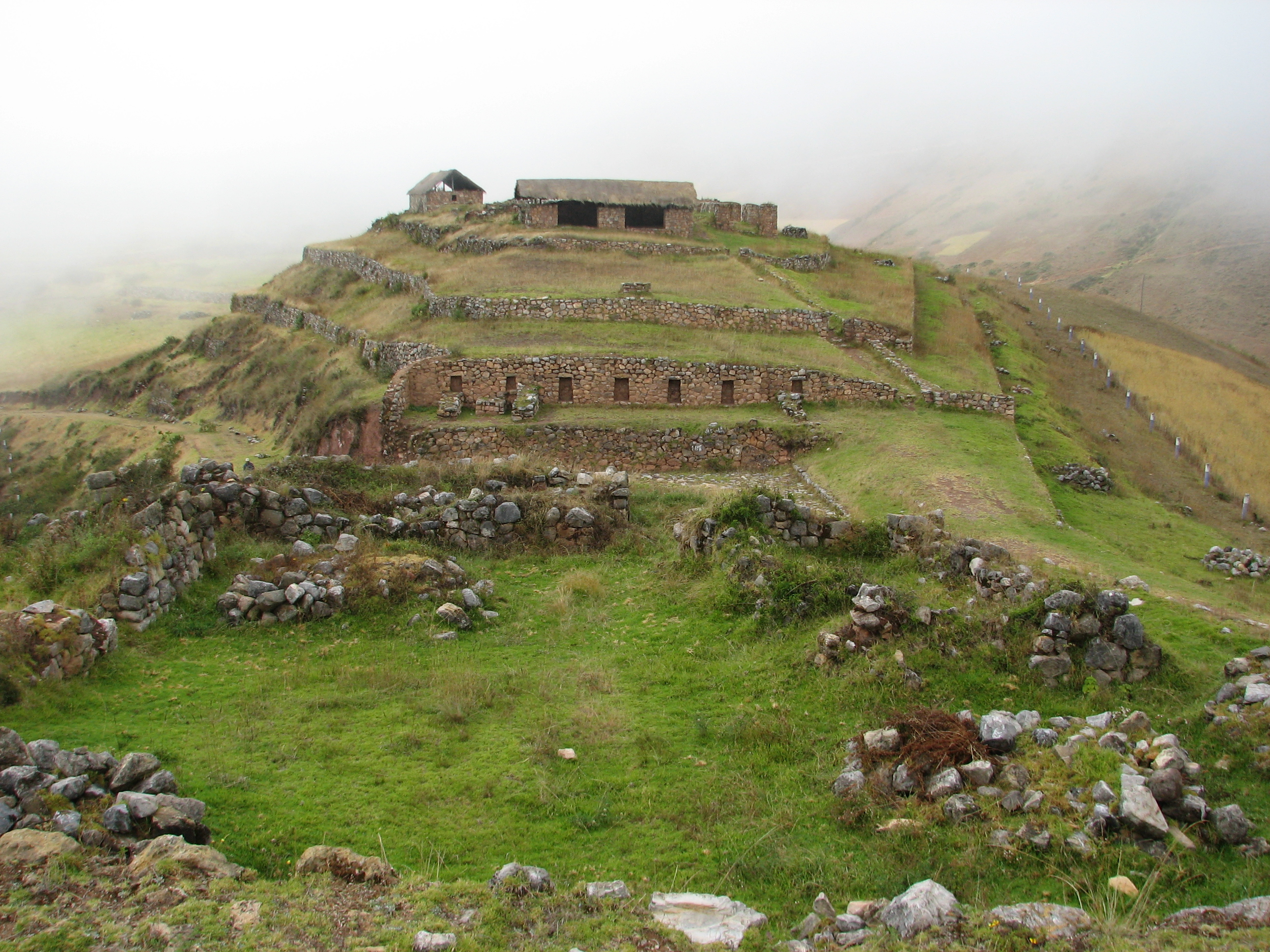
Archäologischer Fundplatz Sóndor

Der Distrikt Pacucha liegt in der Provinz Andahuaylas der Region Apurímac in Südzentral-Peru. Der Distrikt wurde am 21. August 1963 gegründet. Er hat eine Fläche von 170 km². Beim Zensus 2017 lebten 8681 Einwohner im Distrikt. Im Jahr 2007 lag die Einwohnerzahl bei 9841. Die Distriktverwaltung befindet sich in der 3125 m hoch gelegenen Ortschaft Pacucha mit 1114 Einwohnern (Stand 2017). Pacucha liegt am Westufer des Sees Laguna Pacucha, 7 km nordöstlich der Provinzhauptstadt Andahuaylas. Östlich der Laguna Pacucha befindet sich der archäologische Fundplatz Sóndor.

## Geographische Lage
Der Distrikt Pacucha liegt im Andenhochland im Norden der Provinz Andahuaylas. Der 7,3 km² große See Laguna Pacucha liegt zentral im Distrikt. Der Hauptzufluss der Laguna Pacucha, die Quebrada Argama, sowie deren Abfluss, die Quebrada Tocsama, durchfließen den Distrikt in westnordwestlicher Richtung.
Der Distrikt Pacucha grenzt im Westen an den Distrikt Talavera, im Norden an die Distrikte Andarapa und Kaquiabamba, im Osten an den Distrikt Kishuara, im Süden an den Distrikt San Jerónimo sowie im äußersten Südwesten an den Distrikt Andahuaylas.

## Ortschaften
Im Distrikt gibt es neben dem Hauptort Pacucha folgende größere Ortschaften:
- Anccopaccha (383 Einwohner)
- Argama Alta (541 Einwohner)
- Argama Bajo (448 Einwohner)
- Cotahuacho Alto (259 Einwohner)
- Jose Olaya (329 Einwohner)
- Manchaybamba (557 Einwohner)
- Manzanapata (236 Einwohner)
- Santa Elena (348 Einwohner)
- Santa Rosa (243 Einwohner)
- Villa Esperanza Cotahuacho Bajo (314 Einwohner)